# Чемпионат мира по хоккею с шайбой среди молодёжных команд 2015
Чемпионат мира по хоккею с шайбой среди молодёжных команд 2015 года — 39-й турнир молодёжного чемпионата мира под эгидой ИИХФ, прошедший с 26 декабря 2014 года по 5 января 2015 года в Торонто и Монреале, Канада. Второй турнир, который прошёл в новом формате, согласно которому в четвертьфинал вышли первые четыре команды из каждой группы. Сборные, занявшие в своих группах последнее место, сыграли между собой серию до двух побед за право остаться в дивизионе сильнейших. Турнир был приурочен к 100-летию Федерации хоккея Канады.
Сборная Канады впервые с 2009 года стала чемпионом мира и завоевала свой 16-й титул, одолев в финале сборную России со счётом 5:4. Бронзовые медали впервые с 1999 года выиграла сборная Словакии, победившая в матче за третье место сборную Швеции — 4:2. Сборная Дании впервые сумела остаться в высшем дивизионе, заняв самое высокое восьмое место в своей истории. Сборные Швейцарии и Германии, занявшие в своих группах последнее место, сыграли между собой серию до двух побед за право остаться в дивизионе сильнейших. Сборная Швейцарии выиграла серию 2:0, а сборная Германии вылетела в первый дивизион чемпионата мира 2016 года.
Самым ценным игроком чемпионата был признан Денис Годла, который также стал лучшим вратарём турнира. Лучшими бомбардирами чемпионата стали Коннор Макдэвид, Ник Петан и Сэм Райнхарт, набравшие по 11 очков за результативность. Лучшим нападающим турнира признан Макс Доми, а лучшим защитником — Владислав Гавриков.

## Арены
Аренами турнира стали дворцы, где выступают клубы Национальной хоккейной лиги — «Монреаль Канадиенс» и «Торонто Мейпл Лифс», а именно «Белл-центр» и «Эйр Канада-центр». На предварительном этапе матчи группы A проходили в «Белл-центре», а матчи группы B в «Эйр Канада-центр». Матчи утешительного раунда и решающие матчи плей-офф прошли в «Эйр Канада-центр».
| Эйр Канада-центр Вместимость: 19 746 | Белл-центр Вместимость: 21 273 |
| ------------------------------------ | ------------------------------ |
|                                      |                                |
| Канада — Торонто                     | Канада — Монреаль              |

## Участвующие команды
В чемпионате принимали участие 10 национальных команд — восемь из Европы и две из Северной Америки. Сборная Дании пришла из первого дивизиона, остальные — с прошлого турнира ТОП-дивизиона.
| Европа - Чехия* - Словакия* - Финляндия* - Дания^ - Россия* | - Швеция* - Германия* - Швейцария* Северная Америка - Канада× - США* |  |

Карта стран-участников чемпионата (выделены зелёным цветом)

* = 9 команд автоматически квалифицировались в высший дивизион по итогам чемпионата мира 2014 года
^ = Команда перешла в высший дивизион по итогам первого дивизиона чемпионата мира 2014 года
× = Квалифицировались как хозяева чемпионата 

## Судьи
ИИХФ утвердила 12 главных и 10 линейных судей для обслуживания матчей чемпионата мира по хоккею с шайбой среди молодёжных команд 2015 года.
| Главные судьи - Стив Патафи - Джеффри Миллер - Роман Гофман - Константин Оленин - Антонин Йержабек - Микко Каукокари - Тобиас Верли - Владимир Балушка - Линус Элунд - Маркус Виннерборг - Паскаль Сан-Жак - Ларс Брюггеманн | Линейные судьи - Джордан Браун - Беван Миллс - Андреас Мальмквист - Николай Пономарёв - Симон Вуст - Яни Песонен - Глеб Лазарев - Пьер Деаэн - Мирослав Лотски - Джадсон Риттер |  |

## Предварительный раунд
|  | Команды, выходящие в четвертьфинал      |
|  | Команды, выходящие в утешительный раунд |

### Группа A
| М | Сборная   | И | В | ВО | ПО | П | ШЗ | ШП | РШ  | О  |
| - | --------- | - | - | -- | -- | - | -- | -- | --- | -- |
| 1 | Канада    | 4 | 4 | 0  | 0  | 0 | 21 | 4  | +17 | 12 |
| 2 | США       | 4 | 2 | 1  | 0  | 1 | 14 | 6  | +8  | 8  |
| 3 | Словакия  | 4 | 2 | 0  | 0  | 2 | 7  | 14 | −7  | 6  |
| 4 | Финляндия | 4 | 1 | 0  | 1  | 2 | 5  | 8  | −3  | 4  |
| 5 | Германия  | 4 | 0 | 0  | 0  | 4 | 2  | 17 | −15 | 0  |

Время местное (UTC-5).
| 26 декабря 2014 15:00 | Финляндия | 1 : 2 (Б) (1:1, 0:0, 0:0, 0:0, 0:1) | США | Белл-центр Зрителей: 8006 |

| Отчёт                                        | Отчёт                     | Отчёт                                                                             | Отчёт                      | Отчёт                                                                          |
| -------------------------------------------- | ------------------------- | --------------------------------------------------------------------------------- | -------------------------- | ------------------------------------------------------------------------------ |
|                                              |                           |                                                                                   |                            |                                                                                |
|                                              | Вилле Хуссо — 00:00-65:00 | Вратари                                                                           | 00:00-65:00 — Тэтчер Демко | Судьи: Константин Оленин Тобиас Верли Линейные судьи: Глеб Лазарев Беван Миллс |
|                                              | Голы:                     |                                                                                   |                            | Судьи: Константин Оленин Тобиас Верли Линейные судьи: Глеб Лазарев Беван Миллс |
| Микко Рантанен — 01:22                       | 1 : 0 1 : 1 : 2           | 39:13 — Алекс Так (бол.) (Дж. Айкел, Т. Деанжело) 65:00 — Чейз Де Лео (поб. бул.) |                            | Судьи: Константин Оленин Тобиас Верли Линейные судьи: Глеб Лазарев Беван Миллс |
|                                              | Буллиты:                  |                                                                                   |                            | Судьи: Константин Оленин Тобиас Верли Линейные судьи: Глеб Лазарев Беван Миллс |
| Арттури Лехконен Юусу Иконен Каспери Капанен |                           | Джек Айкел Сонни Милано Чейз де Лео                                               |                            | Судьи: Константин Оленин Тобиас Верли Линейные судьи: Глеб Лазарев Беван Миллс |
|                                              |                           |                                                                                   |                            | Судьи: Константин Оленин Тобиас Верли Линейные судьи: Глеб Лазарев Беван Миллс |
| 12 мин                                       | Штраф                     | 12 мин                                                                            |                            | Судьи: Константин Оленин Тобиас Верли Линейные судьи: Глеб Лазарев Беван Миллс |
|                                              |                           |                                                                                   |                            |                                                                                |
|                                              | 29                        | Броски                                                                            | 38                         |                                                                                |

| 26 декабря 2014 20:00 | Канада | 8 : 0 (3:0, 4:0, 1:0) | Словакия | Белл-центр Зрителей: 14 142 |

| Отчёт | Отчёт                                           | Отчёт   | Отчёт                                                   | Отчёт                                                                           |
| --- | ----------------------------------------------- | ------- | ------------------------------------------------------- | ------------------------------------------------------------------------------- |
| |                                                 |         |                                                         |                                                                                 |
| | Закари Фукале — 00:00-60:00                     | Вратари | 00:00-31:35 — Денис Годла 31:35-60:00 — Давид Околичаны | Судьи: Стив Патафи Маркус Виннерборг Линейные судьи: Мирослав Лотски Симон Вуст |
| | Голы:                                           |         |                                                         | Судьи: Стив Патафи Маркус Виннерборг Линейные судьи: Мирослав Лотски Симон Вуст |
| Робби Фаббри — 04:52 (Э. Дюклер, С. Райнхарт) Энтони Дюклер — 08:17 (М. Доми) Робби Фаббри — 09:09 (Н. Петан, М. Боуи) Ник Пол — 26:56 (Л. Крауз, Дж. Виртанен) Брейден Пойнт — 31:35 (Р. Фаббри, Н. Петан) Макс Доми — 36:14 (М. Боуи, С. Райнхарт) Ник Петан — 37:21 (Р. Фаббри, Дж. Хикеттс) Джейк Виртанен — 56:41 (Б. Пойнт) | 1 : 0 2 : 0 3 : 0 4 : 0 5 : 0 6 : 0 7 : 0 8 : 0 |         |                                                         | Судьи: Стив Патафи Маркус Виннерборг Линейные судьи: Мирослав Лотски Симон Вуст |
| |                                                 |         |                                                         | Судьи: Стив Патафи Маркус Виннерборг Линейные судьи: Мирослав Лотски Симон Вуст |
| |                                                 |         |                                                         | Судьи: Стив Патафи Маркус Виннерборг Линейные судьи: Мирослав Лотски Симон Вуст |
| |                                                 |         |                                                         | Судьи: Стив Патафи Маркус Виннерборг Линейные судьи: Мирослав Лотски Симон Вуст |
| 6 мин | Штраф                                           | 16 мин  |                                                         | Судьи: Стив Патафи Маркус Виннерборг Линейные судьи: Мирослав Лотски Симон Вуст |
| |                                                 |         |                                                         |                                                                                 |
| | 34                                              | Броски  | 12                                                      |                                                                                 |

| 27 декабря 2014 16:00 | Словакия | 2 : 1 (1:1, 1:0, 0:0) | Финляндия | Белл-центр Зрителей: 6007 |

| Отчёт                                                                              | Отчёт                     | Отчёт                                       | Отчёт                    | Отчёт                                                                           |
| ---------------------------------------------------------------------------------- | ------------------------- | ------------------------------------------- | ------------------------ | ------------------------------------------------------------------------------- |
|                                                                                    |                           |                                             |                          |                                                                                 |
|                                                                                    | Денис Годла — 00:00-60:00 | Вратари                                     | 00:00-58:52 — Юусе Сарос | Судьи: Паскаль Сан-Жак Маркус Виннерборг Линейные судьи: Беван Миллс Симон Вуст |
|                                                                                    | Голы:                     |                                             |                          | Судьи: Паскаль Сан-Жак Маркус Виннерборг Линейные судьи: Беван Миллс Симон Вуст |
| Петер Цегларик (бол.) — 09:19 (М. Ревай) Матуш Голенда — 26:03 (М. Ревай, К. Ярош) | 0 : 1 : 1 2 : 1           | 07:01 — Микко Рантанен (Ю. Иконен, Р. Хинц) |                          | Судьи: Паскаль Сан-Жак Маркус Виннерборг Линейные судьи: Беван Миллс Симон Вуст |
|                                                                                    |                           |                                             |                          | Судьи: Паскаль Сан-Жак Маркус Виннерборг Линейные судьи: Беван Миллс Симон Вуст |
|                                                                                    |                           |                                             |                          | Судьи: Паскаль Сан-Жак Маркус Виннерборг Линейные судьи: Беван Миллс Симон Вуст |
|                                                                                    |                           |                                             |                          | Судьи: Паскаль Сан-Жак Маркус Виннерборг Линейные судьи: Беван Миллс Симон Вуст |
| 12 мин                                                                             | Штраф                     | 6 мин                                       |                          | Судьи: Паскаль Сан-Жак Маркус Виннерборг Линейные судьи: Беван Миллс Симон Вуст |
|                                                                                    |                           |                                             |                          |                                                                                 |
|                                                                                    | 12                        | Броски                                      | 38                       |                                                                                 |

| 27 декабря 2014 20:00 | Германия | 0 : 4 (0:2, 0:0, 0:2) | Канада | Белл-центр Зрителей: 12 733 |

| Отчёт  | Отчёт                    | Отчёт | Отчёт                    | Отчёт                                                                              |
| ------ | ------------------------ | --- | ------------------------ | ---------------------------------------------------------------------------------- |
|        |                          | |                          |                                                                                    |
|        | Кевин Райх — 00:00-60:00 | Вратари | 00:00-60:00 — Эрик Комри | Судьи: Джеффри Миллер Тобиас Верли Линейные судьи: Глеб Лазарев Андреас Мальмквист |
|        | Голы:                    | |                          | Судьи: Джеффри Миллер Тобиас Верли Линейные судьи: Глеб Лазарев Андреас Мальмквист |
|        | 0 : 1 0 : 2 0 : 3 0 : 4  | 04:11 — Коннор Макдэвид (бол.) (Дж. Моррисси, Н. Петан) 12:42 — Кёртис Лазар (бол.) (К. Макдэвид, Н. Петан) 49:14 — Макс Доми (С. Райнхарт) 55:44 — Мэдисон Боуи (бол.) (Н. Петан, К. Макдэвид) |                          | Судьи: Джеффри Миллер Тобиас Верли Линейные судьи: Глеб Лазарев Андреас Мальмквист |
|        |                          | |                          | Судьи: Джеффри Миллер Тобиас Верли Линейные судьи: Глеб Лазарев Андреас Мальмквист |
|        |                          | |                          | Судьи: Джеффри Миллер Тобиас Верли Линейные судьи: Глеб Лазарев Андреас Мальмквист |
|        |                          | |                          | Судьи: Джеффри Миллер Тобиас Верли Линейные судьи: Глеб Лазарев Андреас Мальмквист |
| 18 мин | Штраф                    | 22 мин |                          | Судьи: Джеффри Миллер Тобиас Верли Линейные судьи: Глеб Лазарев Андреас Мальмквист |
|        |                          | |                          |                                                                                    |
|        | 17                       | Броски | 31                       |                                                                                    |

| 28 декабря 2014 20:00 | США | 6 : 0 (2:0, 2:0, 2:0) | Германия | Белл-центр Зрителей: 7000 |

| Отчёт | Отчёт                               | Отчёт   | Отчёт                      | Отчёт                                                                                      |
| --- | ----------------------------------- | ------- | -------------------------- | ------------------------------------------------------------------------------------------ |
| |                                     |         |                            |                                                                                            |
| | Брэндон Хэлверсон — 00:00-60:00     | Вратари | 00:00-60:00 — Илья Шарипов | Судьи: Владимир Балушка Микко Каукокари Линейные судьи: Мирослав Лотски Андреас Мальмквист |
| | Голы:                               |         |                            | Судьи: Владимир Балушка Микко Каукокари Линейные судьи: Мирослав Лотски Андреас Мальмквист |
| Остон Мэттьюс — 04:44 (Н. Шмальц) Хадсон Фэшинг — 12:30 (Д. Ларкин) Сонни Милано — 22:48 Дилан Ларкин — 35:04 (Н. Ханифин) Джек Айкел — 54:09 (Т. Мотт, А. Так) Дилан Ларкин — 59:40 (Х. Фэшинг, З. Веренски) | 1 : 0 2 : 0 3 : 0 4 : 0 5 : 0 6 : 0 |         |                            | Судьи: Владимир Балушка Микко Каукокари Линейные судьи: Мирослав Лотски Андреас Мальмквист |
| |                                     |         |                            | Судьи: Владимир Балушка Микко Каукокари Линейные судьи: Мирослав Лотски Андреас Мальмквист |
| |                                     |         |                            | Судьи: Владимир Балушка Микко Каукокари Линейные судьи: Мирослав Лотски Андреас Мальмквист |
| |                                     |         |                            | Судьи: Владимир Балушка Микко Каукокари Линейные судьи: Мирослав Лотски Андреас Мальмквист |
| 6 мин | Штраф                               | 14 мин  |                            | Судьи: Владимир Балушка Микко Каукокари Линейные судьи: Мирослав Лотски Андреас Мальмквист |
| |                                     |         |                            |                                                                                            |
| | 53                                  | Броски  | 14                         |                                                                                            |

| 29 декабря 2014 16:00 | США | 3 : 0 (0:0, 1:0, 2:0) | Словакия | Белл-центр Зрителей: 8798 |

| Отчёт                                                                                            | Отчёт                      | Отчёт   | Отчёт                     | Отчёт                                                                        |
| ------------------------------------------------------------------------------------------------ | -------------------------- | ------- | ------------------------- | ---------------------------------------------------------------------------- |
|                                                                                                  |                            |         |                           |                                                                              |
|                                                                                                  | Тэтчер Демко — 00:00-60:00 | Вратари | 00:00-60:00 — Денис Годла | Судьи: Роман Гофман Тобиас Верли Линейные судьи: Мирослав Лотски Беван Миллс |
|                                                                                                  | Голы:                      |         |                           | Судьи: Роман Гофман Тобиас Верли Линейные судьи: Мирослав Лотски Беван Миллс |
| Сонни Милано — 37:42 (Д. Ларкин) Дилан Ларкин — 42:38 Джон Хейден — 59:07 (Б. Карло, О. Мэттьюс) | 1 : 0 2 : 0 3 : 0          |         |                           | Судьи: Роман Гофман Тобиас Верли Линейные судьи: Мирослав Лотски Беван Миллс |
|                                                                                                  |                            |         |                           | Судьи: Роман Гофман Тобиас Верли Линейные судьи: Мирослав Лотски Беван Миллс |
|                                                                                                  |                            |         |                           | Судьи: Роман Гофман Тобиас Верли Линейные судьи: Мирослав Лотски Беван Миллс |
|                                                                                                  |                            |         |                           | Судьи: Роман Гофман Тобиас Верли Линейные судьи: Мирослав Лотски Беван Миллс |
| 4 мин                                                                                            | Штраф                      | 2 мин   |                           | Судьи: Роман Гофман Тобиас Верли Линейные судьи: Мирослав Лотски Беван Миллс |
|                                                                                                  |                            |         |                           |                                                                              |
|                                                                                                  | 45                         | Броски  | 17                        |                                                                              |

| 29 декабря 2014 20:00 | Финляндия | 1 : 4 (0:1, 1:1, 0:2) | Канада | Белл-центр Зрителей: 15 718 |

| Отчёт                    | Отчёт                         | Отчёт | Отчёт                       | Отчёт                                                                           |
| ------------------------ | ----------------------------- | --- | --------------------------- | ------------------------------------------------------------------------------- |
|                          |                               | |                             |                                                                                 |
|                          | Юусе Сарос — 00:00-60:00      | Вратари | 00:00-60:00 — Закари Фукале | Судьи: Ларс Брюггеманн Антонин Йержабек Линейные судьи: Глеб Лазарев Симон Вуст |
|                          | Голы:                         | |                             | Судьи: Ларс Брюггеманн Антонин Йержабек Линейные судьи: Глеб Лазарев Симон Вуст |
| Арттури Лехконен — 38:26 | 0 : 1 0 : 2 1 : 2 1 : 3 1 : 4 | 05:32 — Сэм Райнхарт (бол.) (Ш. Теодор) 33:34 — Сэм Райнхарт (Э. Дюклер, М. Доми) 51:15 — Энтони Дюклер (М. Доми, М. Боуи) 54:25 — Кёртис Лазар (бол.) (Дж. Моррисси, Р. Фаббри) |                             | Судьи: Ларс Брюггеманн Антонин Йержабек Линейные судьи: Глеб Лазарев Симон Вуст |
|                          |                               | |                             | Судьи: Ларс Брюггеманн Антонин Йержабек Линейные судьи: Глеб Лазарев Симон Вуст |
|                          |                               | |                             | Судьи: Ларс Брюггеманн Антонин Йержабек Линейные судьи: Глеб Лазарев Симон Вуст |
|                          |                               | |                             | Судьи: Ларс Брюггеманн Антонин Йержабек Линейные судьи: Глеб Лазарев Симон Вуст |
| 8 мин                    | Штраф                         | 6 мин |                             | Судьи: Ларс Брюггеманн Антонин Йержабек Линейные судьи: Глеб Лазарев Симон Вуст |
|                          |                               | |                             |                                                                                 |
|                          | 28                            | Броски | 36                          |                                                                                 |

| 30 декабря 2014 20:00 | Словакия | 5 : 2 (3:1, 0:0, 2:1) | Германия | Белл-центр Зрителей: 5568 |

| Отчёт | Отчёт                                     | Отчёт                                                                       | Отчёт                                  | Отчёт                                                                            |
| --- | ----------------------------------------- | --------------------------------------------------------------------------- | -------------------------------------- | -------------------------------------------------------------------------------- |
| |                                           |                                                                             |                                        |                                                                                  |
| | Денис Годла — 00:00-60:00                 | Вратари                                                                     | 00:00-58:57 — Илья Шарипов 59:05-60:00 | Судьи: Микко Каукокари Линус Элунд Линейные судьи: Андреас Мальмквист Симон Вуст |
| | Голы:                                     |                                                                             |                                        | Судьи: Микко Каукокари Линус Элунд Линейные судьи: Андреас Мальмквист Симон Вуст |
| Роберт Лантоши — 09:58 (П. Цегларик, Э. Чернак) Мартин Ревай — 13:10 (Д. Шольтес) Матуш Сукель — 15:03 (П. Койш, М. Росандич) Мартин Ревай — 44:05 Мартин Ревай (п.в.) — 59:05 | 1 : 0 2 : 0 3 : 0 3 : 1 4 : 1 4 : 2 5 : 2 | 18:46 — Фредерик Тиффельс (бол.) (Д. Каун) 45:36 — Фредерик Тиффельс (бул.) |                                        | Судьи: Микко Каукокари Линус Элунд Линейные судьи: Андреас Мальмквист Симон Вуст |
| |                                           |                                                                             |                                        | Судьи: Микко Каукокари Линус Элунд Линейные судьи: Андреас Мальмквист Симон Вуст |
| |                                           |                                                                             |                                        | Судьи: Микко Каукокари Линус Элунд Линейные судьи: Андреас Мальмквист Симон Вуст |
| |                                           |                                                                             |                                        | Судьи: Микко Каукокари Линус Элунд Линейные судьи: Андреас Мальмквист Симон Вуст |
| 8 мин | Штраф                                     | 4 мин                                                                       |                                        | Судьи: Микко Каукокари Линус Элунд Линейные судьи: Андреас Мальмквист Симон Вуст |
| |                                           |                                                                             |                                        |                                                                                  |
| | 35                                        | Броски                                                                      | 30                                     |                                                                                  |

| 31 декабря 2014 16:00 | Канада | 5 : 3 (0:0, 2:1, 3:2) | США | Белл-центр Зрителей: 18 295 |

| Отчёт | Отчёт                                           | Отчёт | Отчёт                                  | Отчёт                                                                                       |
| --- | ----------------------------------------------- | --- | -------------------------------------- | ------------------------------------------------------------------------------------------- |
| |                                                 | |                                        |                                                                                             |
| | Эрик Комри — 00:00-60:00                        | Вратари | 00:00-57:55 — Тэтчер Демко 59:06-59:18 | Судьи: Микко Каукокари Маркус Виннерборг Линейные судьи: Мирослав Лотски Андреас Мальмквист |
| | Голы:                                           | |                                        | Судьи: Микко Каукокари Маркус Виннерборг Линейные судьи: Мирослав Лотски Андреас Мальмквист |
| Макс Доми — 27:07 (С. Райнхарт) Джош Моррисси (бол.) — 30:11 (Р. Фаббри, Н. Петан) Кёртис Лазар — 50:01 (К. Макдэвид) Сэм Райнхарт (п.в.) — 59:06 Макс Доми (п.в.) — 59:56 (С. Райнхарт) | 1 : 0 2 : 0 2 : 1 3 : 1 3 : 2 4 : 2 4 : 3 5 : 3 | 33:12 — Тони Деанжело (бол.) (Дж. Айкел, С. Милано) 57:26 — Дилан Ларкин (Х. Фэшинг, С. Милано) 59:18 — Дилан Ларкин (Н. Ханифин) |                                        | Судьи: Микко Каукокари Маркус Виннерборг Линейные судьи: Мирослав Лотски Андреас Мальмквист |
| |                                                 | |                                        | Судьи: Микко Каукокари Маркус Виннерборг Линейные судьи: Мирослав Лотски Андреас Мальмквист |
| |                                                 | |                                        | Судьи: Микко Каукокари Маркус Виннерборг Линейные судьи: Мирослав Лотски Андреас Мальмквист |
| |                                                 | |                                        | Судьи: Микко Каукокари Маркус Виннерборг Линейные судьи: Мирослав Лотски Андреас Мальмквист |
| 6 мин | Штраф                                           | 4 мин |                                        | Судьи: Микко Каукокари Маркус Виннерборг Линейные судьи: Мирослав Лотски Андреас Мальмквист |
| |                                                 | |                                        |                                                                                             |
| | 43                                              | Броски | 28                                     |                                                                                             |

| 31 декабря 2014 20:00 | Германия | 0 : 2 (0:1, 0:1, 0:0) | Финляндия | Белл-центр Зрителей: 3991 |

| Отчёт | Отчёт                                | Отчёт                                                               | Отчёт                     | Отчёт                                                                          |
| ----- | ------------------------------------ | ------------------------------------------------------------------- | ------------------------- | ------------------------------------------------------------------------------ |
|       |                                      |                                                                     |                           |                                                                                |
|       | Кевин Райх — 00:00-39:58 40:00-58:16 | Вратари                                                             | 00:00-60:00 — Вилле Хуссо | Судьи: Роман Гофман Константин Оленин Линейные судьи: Глеб Лазарев Беван Миллс |
|       | Голы:                                |                                                                     |                           | Судьи: Роман Гофман Константин Оленин Линейные судьи: Глеб Лазарев Беван Миллс |
|       | 0 : 1 0 : 2                          | 02:47 — Юлиус Хонка 34:22 — Микко Рантанен (Й. Люутинен, А. Мякеля) |                           | Судьи: Роман Гофман Константин Оленин Линейные судьи: Глеб Лазарев Беван Миллс |
|       |                                      |                                                                     |                           | Судьи: Роман Гофман Константин Оленин Линейные судьи: Глеб Лазарев Беван Миллс |
|       |                                      |                                                                     |                           | Судьи: Роман Гофман Константин Оленин Линейные судьи: Глеб Лазарев Беван Миллс |
|       |                                      |                                                                     |                           | Судьи: Роман Гофман Константин Оленин Линейные судьи: Глеб Лазарев Беван Миллс |
| 8 мин | Штраф                                | 2 мин                                                               |                           | Судьи: Роман Гофман Константин Оленин Линейные судьи: Глеб Лазарев Беван Миллс |
|       |                                      |                                                                     |                           |                                                                                |
|       | 24                                   | Броски                                                              | 38                        |                                                                                |

### Группа B
| М | Сборная   | И | В | ВО | ПО | П | ШЗ | ШП | РШ  | О  |
| - | --------- | - | - | -- | -- | - | -- | -- | --- | -- |
| 1 | Швеция    | 4 | 4 | 0  | 0  | 0 | 18 | 6  | +12 | 12 |
| 2 | Чехия     | 4 | 1 | 1  | 0  | 2 | 12 | 14 | −2  | 5  |
| 3 | Россия    | 4 | 1 | 1  | 0  | 2 | 13 | 9  | +4  | 5  |
| 4 | Дания     | 4 | 0 | 1  | 2  | 1 | 10 | 15 | −5  | 4  |
| 5 | Швейцария | 4 | 1 | 0  | 1  | 2 | 9  | 18 | −9  | 4  |

Время местное (UTC-5).
| 26 декабря 2014 13:00 | Дания | 2 : 3 (Б) (2:0, 0:1, 0:1, 0:0, 0:1) | Россия | Эйр Канада-центр Зрителей: 12 412 |

| Отчёт | Отчёт                        | Отчёт | Отчёт                      | Отчёт                                                                             |
| --- | ---------------------------- | --- | -------------------------- | --------------------------------------------------------------------------------- |
| |                              | |                            |                                                                                   |
| | Георг Сёренсен — 00:00-65:00 | Вратари | 00:00-65:00 — Илья Сорокин | Судьи: Ларс Брюггеманн Антонин Йержабек Линейные судьи: Джордан Браун Яни Песонен |
| | Голы:                        | |                            | Судьи: Ларс Брюггеманн Антонин Йержабек Линейные судьи: Джордан Браун Яни Песонен |
| Оливер Бьоркстранд (бол.) — 13:15 (М. Ларсен, М. Асперуп) Николай Элерс (бол.) — 15:49 (О. Бьоркстранд, М. Ларсен) | 1 : 0 2 : 0 2 : 1 2 : 2 : 3  | 39:13 — Николай Голдобин (бол.) (И. Проворов, Р. Валиев) 47:07 — Максим Мамин (В. Брюквин, А. Шаров) 65:00 — Сергей Толчинский (поб. бул.) |                            | Судьи: Ларс Брюггеманн Антонин Йержабек Линейные судьи: Джордан Браун Яни Песонен |
| | Буллиты:                     | |                            | Судьи: Ларс Брюггеманн Антонин Йержабек Линейные судьи: Джордан Браун Яни Песонен |
| Николай Элерс Оливер Бьоркстранд                                                                                   |                              | Сергей Толчинский Николай Голдобин |                            | Судьи: Ларс Брюггеманн Антонин Йержабек Линейные судьи: Джордан Браун Яни Песонен |
| |                              | |                            | Судьи: Ларс Брюггеманн Антонин Йержабек Линейные судьи: Джордан Браун Яни Песонен |
| 8 мин | Штраф                        | 8 мин |                            | Судьи: Ларс Брюггеманн Антонин Йержабек Линейные судьи: Джордан Браун Яни Песонен |
| |                              | |                            |                                                                                   |
| | 26                           | Броски | 40                         |                                                                                   |

| 26 декабря 2014 17:00 | Швеция | 5 : 2 (2:0, 1:2, 2:0) | Чехия | Эйр Канада-центр Зрителей: 13 077 |

| Отчёт | Отчёт                                     | Отчёт                                                     | Отчёт                       | Отчёт                                                                             |
| --- | ----------------------------------------- | --------------------------------------------------------- | --------------------------- | --------------------------------------------------------------------------------- |
| |                                           |                                                           |                             |                                                                                   |
| | Линус Сёдерстрём — 00:00-60:00            | Вратари                                                   | 00:00-60:00 — Витек Ванечек | Судьи: Владимир Балушка Микко Каукокари Линейные судьи: Пьер Деаэн Джадсон Риттер |
| | Голы:                                     |                                                           |                             | Судьи: Владимир Балушка Микко Каукокари Линейные судьи: Пьер Деаэн Джадсон Риттер |
| Адриан Кемпе (бол.) — 14:46 (О. Линдблом, Г. Форслинг) Йенс Лёке — 19:13 (Л. Валльмарк) Вильям Нюландер — 30:29 (О. Линдблом) Адриан Кемпе (бол.) — 45:37 (А. Хольмстрём, О. Линдблом) Якоб де ла Роз — 47:38 (А. Блид, Г. Форслинг) | 1 : 0 2 : 0 2 : 1 2 : 2 3 : 2 4 : 2 5 : 2 | 23:33 — Якуб Врана 30:02 — Якуб Врана (О. Каше, Д. Кемпф) |                             | Судьи: Владимир Балушка Микко Каукокари Линейные судьи: Пьер Деаэн Джадсон Риттер |
| |                                           |                                                           |                             | Судьи: Владимир Балушка Микко Каукокари Линейные судьи: Пьер Деаэн Джадсон Риттер |
| |                                           |                                                           |                             | Судьи: Владимир Балушка Микко Каукокари Линейные судьи: Пьер Деаэн Джадсон Риттер |
| |                                           |                                                           |                             | Судьи: Владимир Балушка Микко Каукокари Линейные судьи: Пьер Деаэн Джадсон Риттер |
| 8 мин | Штраф                                     | 40 мин                                                    |                             | Судьи: Владимир Балушка Микко Каукокари Линейные судьи: Пьер Деаэн Джадсон Риттер |
| |                                           |                                                           |                             |                                                                                   |
| | 27                                        | Броски                                                    | 29                          |                                                                                   |

| 27 декабря 2014 13:00 | Дания | 1 : 5 (0:3, 1:2, 2:0) | Швеция | Эйр Канада-центр Зрителей: 13 018 |

| Отчёт                                         | Отчёт                                                   | Отчёт | Отчёт                          | Отчёт                                                                              |
| --------------------------------------------- | ------------------------------------------------------- | --- | ------------------------------ | ---------------------------------------------------------------------------------- |
|                                               |                                                         | |                                |                                                                                    |
|                                               | Георг Сёренсен — 00:00-20:00 Томас Лиллье — 20:00-60:00 | Вратари | 00:00-60:00 — Линус Сёдерстрём | Судьи: Роман Гофман Антонин Йержабек Линейные судьи: Яни Песонен Николай Пономарёв |
|                                               | Голы:                                                   | |                                | Судьи: Роман Гофман Антонин Йержабек Линейные судьи: Яни Песонен Николай Пономарёв |
| Ник Олесен — 21:01 (М. Нильсен, Й. Хольмберг) | 0 : 1 0 : 2 0 : 3 0 : 4 1 : 4 1 : 5                     | 09:48 — Лукас Валльмарк 11:36 — Антон Блид (С. Ахо, В. Лагессон) 19:27 — Вильям Нюландер (Я. де ла Роз, Ю. Бергман) 20:13 — Якоб де ла Роз (А. Карлссон, А. Блид) 37:26 — Себастьян Ахо (бол.) (Л. Валльмарк, Я. де ла Роз) |                                | Судьи: Роман Гофман Антонин Йержабек Линейные судьи: Яни Песонен Николай Пономарёв |
|                                               |                                                         | |                                | Судьи: Роман Гофман Антонин Йержабек Линейные судьи: Яни Песонен Николай Пономарёв |
|                                               |                                                         | |                                | Судьи: Роман Гофман Антонин Йержабек Линейные судьи: Яни Песонен Николай Пономарёв |
|                                               |                                                         | |                                | Судьи: Роман Гофман Антонин Йержабек Линейные судьи: Яни Песонен Николай Пономарёв |
| 12 мин                                        | Штраф                                                   | 8 мин |                                | Судьи: Роман Гофман Антонин Йержабек Линейные судьи: Яни Песонен Николай Пономарёв |
|                                               |                                                         | |                                |                                                                                    |
|                                               | 20                                                      | Броски | 44                             |                                                                                    |

| 27 декабря 2014 17:00 | Чехия | 2 : 5 (2:2, 0:3, 0:0) | Швейцария | Эйр Канада-центр Зрителей: 12 926 |

| Отчёт                                                                                       | Отчёт                                 | Отчёт | Отчёт                     | Отчёт                                                                       |
| ------------------------------------------------------------------------------------------- | ------------------------------------- | --- | ------------------------- | --------------------------------------------------------------------------- |
|                                                                                             |                                       | |                           |                                                                             |
|                                                                                             | Витек Ванечек — 00:00-60:00           | Вратари | 00:00-60:00 — Готье Деклу | Судьи: Ларс Брюггеманн Линус Элунд Линейные судьи: Джордан Браун Пьер Деаэн |
|                                                                                             | Голы:                                 | |                           | Судьи: Ларс Брюггеманн Линус Элунд Линейные судьи: Джордан Браун Пьер Деаэн |
| Марек Ружичка — 01:44 (Д. Немечек, М. Шпачек) Лукаш Клок — 04:42 (П. Здрагаль, Д. Пастрняк) | 0 : 1 : 1 2 : 1 2 : 2 : 3 2 : 4 2 : 5 | 00:46 — Кевин Фиала (Т. Майер) 11:37 — Кевин Фиала (бол.) (Д. Мальгин, Т. Майер) 20:45 — Ноа Род (Л. Фаццини) 21:29 — Тим Визер (К. Швери) 34:41 — Лука Фаццини (бол.) (М. Мюллер, Н. Род) |                           | Судьи: Ларс Брюггеманн Линус Элунд Линейные судьи: Джордан Браун Пьер Деаэн |
|                                                                                             |                                       | |                           | Судьи: Ларс Брюггеманн Линус Элунд Линейные судьи: Джордан Браун Пьер Деаэн |
|                                                                                             |                                       | |                           | Судьи: Ларс Брюггеманн Линус Элунд Линейные судьи: Джордан Браун Пьер Деаэн |
|                                                                                             |                                       | |                           | Судьи: Ларс Брюггеманн Линус Элунд Линейные судьи: Джордан Браун Пьер Деаэн |
| 4 мин                                                                                       | Штраф                                 | 10 мин |                           | Судьи: Ларс Брюггеманн Линус Элунд Линейные судьи: Джордан Браун Пьер Деаэн |
|                                                                                             |                                       | |                           |                                                                             |
|                                                                                             | 29                                    | Броски | 35                        |                                                                             |

| 28 декабря 2014 17:00 | Швейцария | 0 : 7 (0:3, 0:2, 0:2) | Россия | Эйр Канада-центр Зрителей: 15 125 |

| Отчёт  | Отчёт                                                 | Отчёт | Отчёт                         | Отчёт                                                                           |
| ------ | ----------------------------------------------------- | --- | ----------------------------- | ------------------------------------------------------------------------------- |
|        |                                                       | |                               |                                                                                 |
|        | Готье Деклу — 00:00-40:00 Людовик Вебер — 40:00-60:00 | Вратари | 00:00-60:00 — Игорь Шестёркин | Судьи: Линус Элунд Стив Патафи Линейные судьи: Николай Пономарёв Джадсон Риттер |
|        | Голы:                                                 | |                               | Судьи: Линус Элунд Стив Патафи Линейные судьи: Николай Пономарёв Джадсон Риттер |
|        | 0 : 1 0 : 2 0 : 3 0 : 4 0 : 5 0 : 6 0 : 7             | 11:28 — Рушан Рафиков (бол.) (А. Голышев, П. Бучневич) 18:26 — Александр Дергачёв (А. Брынцев) 19:38 — Павел Бучневич (И. Барбашёв, Р. Рафиков) 35:29 — Сергей Толчинский (Н. Голдобин, В. Каменев) 37:36 — Александр Шаров (М. Мамин) 54:59 — Владислав Каменев (бол.) (М. Мамин) 55:41 — Вячеслав Лещенко (И. Барбашёв, П. Бучневич) |                               | Судьи: Линус Элунд Стив Патафи Линейные судьи: Николай Пономарёв Джадсон Риттер |
|        |                                                       | |                               | Судьи: Линус Элунд Стив Патафи Линейные судьи: Николай Пономарёв Джадсон Риттер |
|        |                                                       | |                               | Судьи: Линус Элунд Стив Патафи Линейные судьи: Николай Пономарёв Джадсон Риттер |
|        |                                                       | |                               | Судьи: Линус Элунд Стив Патафи Линейные судьи: Николай Пономарёв Джадсон Риттер |
| 22 мин | Штраф                                                 | 41 мин |                               | Судьи: Линус Элунд Стив Патафи Линейные судьи: Николай Пономарёв Джадсон Риттер |
|        |                                                       | |                               |                                                                                 |
|        | 32                                                    | Броски | 23                            |                                                                                 |

| 29 декабря 2014 13:00 | Чехия | 4 : 3 (OT) (1:1, 1:1, 1:1, 1:0) | Дания | Эйр Канада-центр Зрителей: 12 038 |

| Отчёт | Отчёт                               | Отчёт | Отчёт                        | Отчёт                                                                                   |
| --- | ----------------------------------- | --- | ---------------------------- | --------------------------------------------------------------------------------------- |
| |                                     | |                              |                                                                                         |
| | Витек Ванечек — 00:00-61:01         | Вратари | 00:00-61:01 — Георг Сёренсен | Судьи: Константин Оленин Маркус Виннерборг Линейные судьи: Джордан Браун Джадсон Риттер |
| | Голы:                               | |                              | Судьи: Константин Оленин Маркус Виннерборг Линейные судьи: Джордан Браун Джадсон Риттер |
| Ян Штенцель (бол.) — 10:22 (Д. Каше, Д. Пастрняк) Ян Коштялек — 24:36 (Д. Пастрняк, М. Баранек) Доминик Кубалик — 56:58 (Я. Штенцель, П. Заха) Давид Пастрняк — 61:01 (Я. Штенцель) | 0 : 1 : 1 2 : 1 2 : 2 : 3 : 3 4 : 3 | 03:58 — Мадс Эллер 37:08 — Оливер Бьоркстранд (бол.) (Н. Элерс, М. Асперуп) 46:05 — Маттиас Асперуп (бол.) (Н. Элерс) |                              | Судьи: Константин Оленин Маркус Виннерборг Линейные судьи: Джордан Браун Джадсон Риттер |
| |                                     | |                              | Судьи: Константин Оленин Маркус Виннерборг Линейные судьи: Джордан Браун Джадсон Риттер |
| |                                     | |                              | Судьи: Константин Оленин Маркус Виннерборг Линейные судьи: Джордан Браун Джадсон Риттер |
| |                                     | |                              | Судьи: Константин Оленин Маркус Виннерборг Линейные судьи: Джордан Браун Джадсон Риттер |
| 10 мин | Штраф                               | 12 мин |                              | Судьи: Константин Оленин Маркус Виннерборг Линейные судьи: Джордан Браун Джадсон Риттер |
| |                                     | |                              |                                                                                         |
| | 48                                  | Броски | 14                           |                                                                                         |

| 29 декабря 2014 17:00 | Швеция | 3 : 2 (1:0, 0:1, 2:1) | Россия | Эйр Канада-центр Зрителей: 16 710 |

| Отчёт | Отчёт                          | Отчёт                                                                                                | Отчёт                      | Отчёт                                                                        |
| --- | ------------------------------ | --- | -------------------------- | ---------------------------------------------------------------------------- |
| |                                | |                            |                                                                              |
| | Линус Сёдерстрём — 00:00-60:00 | Вратари                                                                                              | 00:00-59:22 — Илья Сорокин | Судьи: Джеффри Миллер Паскаль Сан-Жак Линейные судьи: Пьер Деаэн Яни Песонен |
| | Голы:                          | |                            | Судьи: Джеффри Миллер Паскаль Сан-Жак Линейные судьи: Пьер Деаэн Яни Песонен |
| Густав Форслинг (бол.) — 10:38 (А. Кемпе, А. Хольмстрём) Густав Форслинг (бол.) — 46:44 (В. Нюландер, А. Кемпе) Аксель Хольмстрём — 50:53 (О. Линдблом, В. Нюландер) | 1 : 0 1 : 1 : 2 : 2 3 : 2      | 34:15 — Вячеслав Лещенко (З. Пайгин, И. Барбашёв) 43:23 — Вячеслав Лещенко (П. Бучневич, Р. Рафиков) |                            | Судьи: Джеффри Миллер Паскаль Сан-Жак Линейные судьи: Пьер Деаэн Яни Песонен |
| |                                | |                            | Судьи: Джеффри Миллер Паскаль Сан-Жак Линейные судьи: Пьер Деаэн Яни Песонен |
| |                                | |                            | Судьи: Джеффри Миллер Паскаль Сан-Жак Линейные судьи: Пьер Деаэн Яни Песонен |
| |                                | |                            | Судьи: Джеффри Миллер Паскаль Сан-Жак Линейные судьи: Пьер Деаэн Яни Песонен |
| 6 мин | Штраф                          | 12 мин                                                                                               |                            | Судьи: Джеффри Миллер Паскаль Сан-Жак Линейные судьи: Пьер Деаэн Яни Песонен |
| |                                | |                            |                                                                              |
| | 26                             | Броски                                                                                               | 29                         |                                                                              |

| 30 декабря 2014 17:00 | Швейцария | 3 : 4 (Б) (2:1, 1:2, 0:0, 0:0, 0:1) | Дания | Эйр Канада-центр Зрителей: 13 263 |

| Отчёт | Отчёт                                   | Отчёт | Отчёт                        | Отчёт                                                                           |
| --- | --------------------------------------- | --- | ---------------------------- | ------------------------------------------------------------------------------- |
| |                                         | |                              |                                                                                 |
| | Готье Деклу — 00:00-65:00               | Вратари | 00:00-65:00 — Георг Сёренсен | Судьи: Стив Патафи Паскаль Сан-Жак Линейные судьи: Пьер Деаэн Николай Пономарёв |
| | Голы:                                   | |                              | Судьи: Стив Патафи Паскаль Сан-Жак Линейные судьи: Пьер Деаэн Николай Пономарёв |
| Крис Шмидли — 10:48 (Л. Хишир) Кевин Фиала — 11:54 (Д. Мальгин, Т. Майер) Тимо Майер — 32:43 (Й. Зигенталер, Д. Мальгин) | 1 : 0 2 : 0 2 : 1 2 : 2 3 : 2 3 : 3 : 4 | 17:58 — Оливер Бьоркстранд (Н. Элерс, М. Эллер) 32:19 — Андерс Крогсгор (бол.) (С. Херцберг, М. Огор) 35:40 — Миккель Огор (бол.) (Н. Олесен) 65:00 — Оливер Бьоркстранд (поб. бул.) |                              | Судьи: Стив Патафи Паскаль Сан-Жак Линейные судьи: Пьер Деаэн Николай Пономарёв |
| | Буллиты:                                | |                              | Судьи: Стив Патафи Паскаль Сан-Жак Линейные судьи: Пьер Деаэн Николай Пономарёв |
| Кевин Фиала Тимо Майер Ноа Род                                                                                           |                                         | Николай Элерс Оливер Бьоркстранд Миккель Огор |                              | Судьи: Стив Патафи Паскаль Сан-Жак Линейные судьи: Пьер Деаэн Николай Пономарёв |
| |                                         | |                              | Судьи: Стив Патафи Паскаль Сан-Жак Линейные судьи: Пьер Деаэн Николай Пономарёв |
| 10 мин | Штраф                                   | 8 мин |                              | Судьи: Стив Патафи Паскаль Сан-Жак Линейные судьи: Пьер Деаэн Николай Пономарёв |
| |                                         | |                              |                                                                                 |
| | 45                                      | Броски | 23                           |                                                                                 |

| 31 декабря 2014 13:00 | Швейцария | 1 : 5 (1:1, 0:4, 0:0) | Швеция | Эйр Канада-центр Зрителей: 13 857 |

| Отчёт                             | Отчёт                             | Отчёт | Отчёт                          | Отчёт                                                                                   |
| --------------------------------- | --------------------------------- | --- | ------------------------------ | --------------------------------------------------------------------------------------- |
|                                   |                                   | |                                |                                                                                         |
|                                   | Людовик Вебер — 00:00-60:00       | Вратари | 00:00-60:00 — Линус Сёдерстрём | Судьи: Владимир Балушка Джеффри Миллер Линейные судьи: Николай Пономарёв Джадсон Риттер |
|                                   | Голы:                             | |                                | Судьи: Владимир Балушка Джеффри Миллер Линейные судьи: Николай Пономарёв Джадсон Риттер |
| Янник Ратгеб — 03:29 (Л. Фаццини) | 1 : 0 1 : 1 : 2 1 : 3 1 : 4 1 : 5 | 04:52 — Адриан Кемпе (бол.) (Г. Форслинг, А. Хольмстрём) 23:27 — Оскар Линдблом (бол.) (В. Нюландер, А. Хольмстрём) 26:03 — Оскар Линдблом (Р. Хег, В. Нюландер) 34:45 — Оскар Линдблом (бол.) (Г. Форслинг, В. Нюландер) 35:11 — Йенс Лёке (бол.) (А. Карлссон, К. Эн) |                                | Судьи: Владимир Балушка Джеффри Миллер Линейные судьи: Николай Пономарёв Джадсон Риттер |
|                                   |                                   | |                                | Судьи: Владимир Балушка Джеффри Миллер Линейные судьи: Николай Пономарёв Джадсон Риттер |
|                                   |                                   | |                                | Судьи: Владимир Балушка Джеффри Миллер Линейные судьи: Николай Пономарёв Джадсон Риттер |
|                                   |                                   | |                                | Судьи: Владимир Балушка Джеффри Миллер Линейные судьи: Николай Пономарёв Джадсон Риттер |
| 31 мин                            | Штраф                             | 12 мин |                                | Судьи: Владимир Балушка Джеффри Миллер Линейные судьи: Николай Пономарёв Джадсон Риттер |
|                                   |                                   | |                                |                                                                                         |
|                                   | 22                                | Броски | 39                             |                                                                                         |

| 31 декабря 2014 17:00 | Россия | 1 : 4 (0:1, 1:1, 0:2) | Чехия | Эйр Канада-центр Зрителей: 12 566 |

| Отчёт                                     | Отчёт                                     | Отчёт | Отчёт                          | Отчёт                                                                         |
| ----------------------------------------- | ----------------------------------------- | --- | ------------------------------ | ----------------------------------------------------------------------------- |
|                                           |                                           | |                                |                                                                               |
|                                           | Игорь Шестёркин — 00:00-58:54 59:13-60:00 | Вратари | 00:00-60:00 — Мирослав Свобода | Судьи: Ларс Брюггеманн Тобиас Верли Линейные судьи: Джордан Браун Яни Песонен |
|                                           | Голы:                                     | |                                | Судьи: Ларс Брюггеманн Тобиас Верли Линейные судьи: Джордан Браун Яни Песонен |
| Иван Барбашёв (бол.) — 35:44 (В. Лещенко) | 0 : 1 0 : 2 1 : 2 1 : 3 1 : 4             | 11:05 — Патрик Здрагаль (Д. Пастрняк, Я. Коштялек) 24:32 — Павел Заха (Д. Пастрняк, Я. Коштялек) 42:54 — Патрик Здрагаль (Д. Пастрняк, Д. Машин) 59:13 — Ондржей Каше (п.в.) (Я. Врана, Д. Кемпф) |                                | Судьи: Ларс Брюггеманн Тобиас Верли Линейные судьи: Джордан Браун Яни Песонен |
|                                           |                                           | |                                | Судьи: Ларс Брюггеманн Тобиас Верли Линейные судьи: Джордан Браун Яни Песонен |
|                                           |                                           | |                                | Судьи: Ларс Брюггеманн Тобиас Верли Линейные судьи: Джордан Браун Яни Песонен |
|                                           |                                           | |                                | Судьи: Ларс Брюггеманн Тобиас Верли Линейные судьи: Джордан Браун Яни Песонен |
| 2 мин                                     | Штраф                                     | 6 мин |                                | Судьи: Ларс Брюггеманн Тобиас Верли Линейные судьи: Джордан Браун Яни Песонен |
|                                           |                                           | |                                |                                                                               |
|                                           | 17                                        | Броски | 26                             |                                                                               |

## Утешительный раунд
Команды выявляли лучшего в серии до двух побед. Сборная Швейцарии одержала победу в первых двух матчах и заняла девятое место. Проигравшая серию сборная Германии заняла на турнире десятое место и перешла в первый дивизион чемпионата мира 2016 года.
Время местное (UTC-5).
| 2 января 2015 11:00 | Швейцария | 5 : 2 (1:0, 3:1, 1:1) | Германия | Эйр Канада-центр Зрителей: 7409 |

| Отчёт | Отчёт                                     | Отчёт                                                                | Отчёт                                               | Отчёт                                                                        |
| --- | ----------------------------------------- | -------------------------------------------------------------------- | --------------------------------------------------- | ---------------------------------------------------------------------------- |
| |                                           |                                                                      |                                                     |                                                                              |
| | Готье Деклу — 00:00-60:00                 | Вратари                                                              | 00:00-40:00 — Кевин Райх 40:00-60:00 — Илья Шарипов | Судьи: Джеффри Миллер Микко Каукокари Линейные судьи: Пьер Деаэн Яни Песонен |
| | Голы:                                     |                                                                      |                                                     | Судьи: Джеффри Миллер Микко Каукокари Линейные судьи: Пьер Деаэн Яни Песонен |
| Кевин Фиала — 03:50 (Н. Род, Д. Мальгин) Ноа Род — 20:54 (М. Фора, Д. Мальгин) Лука Фаццини — 25:20 (Л. Хишир) Лука Хишир — 33:56 (М. Фора, Л. Фаццини) Ноа Род — 45:46 (Д. Мальгин) | 1 : 0 2 : 0 3 : 0 3 : 1 4 : 1 5 : 1 5 : 2 | 28:20 — Паркер Туоми (Ф. Тиффельс) 55:14 — Патрик Курц (М. Михаэлис) |                                                     | Судьи: Джеффри Миллер Микко Каукокари Линейные судьи: Пьер Деаэн Яни Песонен |
| |                                           |                                                                      |                                                     | Судьи: Джеффри Миллер Микко Каукокари Линейные судьи: Пьер Деаэн Яни Песонен |
| |                                           |                                                                      |                                                     | Судьи: Джеффри Миллер Микко Каукокари Линейные судьи: Пьер Деаэн Яни Песонен |
| |                                           |                                                                      |                                                     | Судьи: Джеффри Миллер Микко Каукокари Линейные судьи: Пьер Деаэн Яни Песонен |
| 8 мин | Штраф                                     | 16 мин                                                               |                                                     | Судьи: Джеффри Миллер Микко Каукокари Линейные судьи: Пьер Деаэн Яни Песонен |
| |                                           |                                                                      |                                                     |                                                                              |
| | 32                                        | Броски                                                               | 31                                                  |                                                                              |

| 3 января 2015 19:00 | Германия | 2 : 5 (1:2, 1:1, 0:2) | Швейцария | Эйр Канада-центр Зрителей: 8392 |

| Отчёт                                                                                          | Отчёт                                   | Отчёт | Отчёт                     | Отчёт                                                                            |
| ---------------------------------------------------------------------------------------------- | --------------------------------------- | --- | ------------------------- | -------------------------------------------------------------------------------- |
|                                                                                                |                                         | |                           |                                                                                  |
|                                                                                                | Кевин Райх — 00:00-55:38                | Вратари | 00:00-60:00 — Готье Деклу | Судьи: Антонин Йержабек Линус Элунд Линейные судьи: Джордан Браун Джадсон Риттер |
|                                                                                                | Голы:                                   | |                           | Судьи: Антонин Йержабек Линус Элунд Линейные судьи: Джордан Браун Джадсон Риттер |
| Паркер Туоми (бол.) — 13:58 (Т. Бендер, М. Михаэлис) Андреас Эдер (бол.) — 38:10 (Ф. Тиффельс) | 1 : 0 1 : 1 : 2 1 : 3 2 : 3 2 : 4 2 : 5 | 15:10 — Джейсон Фукс (Л. Фаццини, Т. Майер) 16:17 — Д. Мальгин (Н. Род, К. Фиала) 31:12 — Пиус Зутер (Л. Хишир) 53:25 — Пиус Зутер (Л. Хишир) 54:19 — Тимо Майер (Дж. Фукс, Л. Фаццини) |                           | Судьи: Антонин Йержабек Линус Элунд Линейные судьи: Джордан Браун Джадсон Риттер |
|                                                                                                |                                         | |                           | Судьи: Антонин Йержабек Линус Элунд Линейные судьи: Джордан Браун Джадсон Риттер |
|                                                                                                |                                         | |                           | Судьи: Антонин Йержабек Линус Элунд Линейные судьи: Джордан Браун Джадсон Риттер |
|                                                                                                |                                         | |                           | Судьи: Антонин Йержабек Линус Элунд Линейные судьи: Джордан Браун Джадсон Риттер |
| 2 мин                                                                                          | Штраф                                   | 6 мин |                           | Судьи: Антонин Йержабек Линус Элунд Линейные судьи: Джордан Браун Джадсон Риттер |
|                                                                                                |                                         | |                           |                                                                                  |
|                                                                                                | 27                                      | Броски | 27                        |                                                                                  |

## Плей-офф
|  | Четвертьфиналы | Четвертьфиналы | Четвертьфиналы | Четвертьфиналы | Четвертьфиналы | Четвертьфиналы | Четвертьфиналы | Четвертьфиналы | Четвертьфиналы | Четвертьфиналы |          |        | Полуфиналы | Полуфиналы | Полуфиналы | Полуфиналы        | Полуфиналы        | Полуфиналы        | Полуфиналы        | Полуфиналы        | Полуфиналы        | Полуфиналы        |                   |                   | Финал             | Финал    | Финал    | Финал    | Финал    | Финал    | Финал    | Финал    | Финал    | Финал |
|  |                |                |                |                |                |                |                |                |                |                |          |        |            |            |            |                   |                   |                   |                   |                   |                   |                   |                   |                   |                   |          |          |          |          |          |          |          |          |       |
|  | A1             | Канада         | Канада         | Канада         | Канада         | Канада         | Канада         | Канада         | Канада         | 8              |          |        |            |            |            |                   |                   |                   |                   |                   |                   |                   |                   |                   |                   |          |          |          |          |          |          |          |          |       |
|  | A1             | Канада         | Канада         | Канада         | Канада         | Канада         | Канада         | Канада         | Канада         | 8              |          |        |            |            |            |                   |                   |                   |                   |                   |                   |                   |                   |                   |                   |          |          |          |          |          |          |          |          |       |
|  | B4             | Дания          | Дания          | Дания          | Дания          | Дания          | Дания          | Дания          | Дания          | 0              |          |        |            |            |            |                   |                   |                   |                   |                   |                   |                   |                   |                   |                   |          |          |          |          |          |          |          |          |       |
|  | B4             | Дания          | Дания          | Дания          | Дания          | Дания          | Дания          | Дания          | Дания          | 0              | WQF1     | Канада | Канада     | Канада     | Канада     | Канада            | Канада            | Канада            | Канада            | 5                 |                   |                   |                   |                   |                   |          |          |          |          |          |          |          |          |       |
|  |                |                |                |                |                |                |                |                |                |                | WQF1     | Канада | Канада     | Канада     | Канада     | Канада            | Канада            | Канада            | Канада            | 5                 |                   |                   |                   |                   |                   |          |          |          |          |          |          |          |          |       |
|  |                |                | WQF2           | Словакия       | Словакия       | Словакия       | Словакия       | Словакия       | Словакия       | Словакия       | Словакия | 1      |            |            |            |                   |                   |                   |                   |                   |                   |                   |                   |                   |                   |          |          |          |          |          |          |          |          |       |
|  | B2             | Чехия          | Чехия          | Чехия          | Чехия          | Чехия          | Чехия          | Чехия          | Чехия          | Словакия       | Словакия | 1      | 0          |            |            |                   |                   |                   |                   |                   |                   |                   |                   |                   |                   |          |          |          |          |          |          |          |          |       |
|  | B2             | Чехия          | Чехия          | Чехия          | Чехия          | Чехия          | Чехия          | Чехия          | Чехия          |                |          |        | 0          |            |            |                   |                   |                   |                   |                   |                   |                   |                   |                   |                   |          |          |          |          |          |          |          |          |       |
|  | A3             | Словакия       | Словакия       | Словакия       | Словакия       | Словакия       | Словакия       | Словакия       | Словакия       | 3              |          |        |            |            |            |                   |                   |                   |                   |                   |                   |                   |                   |                   |                   |          |          |          |          |          |          |          |          |       |
|  | A3             | Словакия       | Словакия       | Словакия       | Словакия       | Словакия       | Словакия       | Словакия       | Словакия       | 3              |          |        |            |            |            |                   |                   |                   |                   |                   |                   |                   | WSF1              | Канада            | Канада            | Канада   | Канада   | Канада   | Канада   | Канада   | Канада   | 5        |          |       |
|  |                |                |                |                |                |                |                |                |                |                |          |        |            |            |            |                   |                   |                   |                   |                   |                   |                   | WSF1              | Канада            | Канада            | Канада   | Канада   | Канада   | Канада   | Канада   | Канада   | 5        |          |       |
|  |                |                | WSF2           | Россия         | Россия         | Россия         | Россия         | Россия         | Россия         | Россия         | Россия   | 4      |            |            |            |                   |                   |                   |                   |                   |                   |                   |                   |                   |                   |          |          |          |          |          |          |          |          |       |
|  | B1             | Швеция         | Швеция         | Швеция         | Швеция         | Швеция         | Швеция         | Швеция         | Швеция         | Россия         | Россия   | 4      | 6          |            |            |                   |                   |                   |                   |                   |                   |                   |                   |                   |                   |          |          |          |          |          |          |          |          |       |
|  | B1             | Швеция         | Швеция         | Швеция         | Швеция         | Швеция         | Швеция         | Швеция         | Швеция         |                |          |        | 6          |            |            |                   |                   |                   |                   |                   |                   |                   |                   |                   |                   |          |          |          |          |          |          |          |          |       |
|  | A4             | Финляндия      | Финляндия      | Финляндия      | Финляндия      | Финляндия      | Финляндия      | Финляндия      | Финляндия      | 3              |          |        |            |            |            |                   |                   |                   |                   |                   |                   |                   |                   |                   |                   |          |          |          |          |          |          |          |          |       |
|  | A4             | Финляндия      | Финляндия      | Финляндия      | Финляндия      | Финляндия      | Финляндия      | Финляндия      | Финляндия      | 3              | WQF3     | Швеция | Швеция     | Швеция     | Швеция     | Швеция            | Швеция            | Швеция            | Швеция            | 1                 |                   |                   |                   |                   |                   |          |          |          |          |          |          |          |          |       |
|  |                |                |                |                |                |                |                |                |                |                | WQF3     | Швеция | Швеция     | Швеция     | Швеция     | Швеция            | Швеция            | Швеция            | Швеция            | 1                 |                   |                   |                   |                   |                   |          |          |          |          |          |          |          |          |       |
|  |                |                | WQF4           | Россия         | Россия         | Россия         | Россия         | Россия         | Россия         | Россия         | Россия   | 4      |            |            |            |                   |                   |                   |                   |                   |                   |                   |                   |                   |                   |          |          |          |          |          |          |          |          |       |
|  | A2             | США            | США            | США            | США            | США            | США            | США            | США            | Россия         | Россия   | 4      | 2          |            |            | Матч за 3-е место | Матч за 3-е место | Матч за 3-е место | Матч за 3-е место | Матч за 3-е место | Матч за 3-е место | Матч за 3-е место | Матч за 3-е место | Матч за 3-е место | Матч за 3-е место |          |          |          |          |          |          |          |          |       |
|  | A2             | США            | США            | США            | США            | США            | США            | США            | США            |                |          |        | 2          |            |            | Матч за 3-е место | Матч за 3-е место | Матч за 3-е место | Матч за 3-е место | Матч за 3-е место | Матч за 3-е место | Матч за 3-е место | Матч за 3-е место | Матч за 3-е место | Матч за 3-е место |          |          |          |          |          |          |          |          |       |
|  | B3             | Россия         | Россия         | Россия         | Россия         | Россия         | Россия         | Россия         | Россия         | 3              |          |        |            |            |            |                   |                   |                   |                   |                   |                   |                   |                   |                   |                   |          |          |          |          |          |          |          |          |       |
|  | B3             | Россия         | Россия         | Россия         | Россия         | Россия         | Россия         | Россия         | Россия         | 3              |          |        |            |            |            |                   |                   |                   |                   |                   |                   |                   |                   |                   |                   |          |          |          |          |          |          |          |          |       |
|  |                |                |                |                |                |                |                |                |                |                |          |        |            |            |            |                   |                   |                   |                   |                   |                   |                   |                   |                   | LSF1              | Швеция   | Швеция   | Швеция   | Швеция   | Швеция   | Швеция   | Швеция   | Швеция   | 2     |
|  |                |                |                |                |                |                |                |                |                |                |          |        |            |            |            |                   |                   |                   |                   |                   |                   |                   |                   |                   | LSF1              | Швеция   | Швеция   | Швеция   | Швеция   | Швеция   | Швеция   | Швеция   | Швеция   | 2     |
|  |                |                |                |                |                |                |                |                |                |                |          |        |            |            |            |                   |                   |                   |                   |                   |                   |                   |                   |                   | LSF2              | Словакия | Словакия | Словакия | Словакия | Словакия | Словакия | Словакия | Словакия | 4     |
|  |                |                |                |                |                |                |                |                |                |                |          |        |            |            |            |                   |                   |                   |                   |                   |                   |                   |                   |                   | LSF2              | Словакия | Словакия | Словакия | Словакия | Словакия | Словакия | Словакия | Словакия | 4     |

### Четвертьфинал
Время местное (UTC-5).
| 2 января 2015 13:00 | США | 2 : 3 (0:2, 1:0, 1:1) | Россия | Белл-центр Зрителей: 8694 |

| Отчёт                                                                                 | Отчёт                         | Отчёт | Отчёт                         | Отчёт                                                                                    |
| ------------------------------------------------------------------------------------- | ----------------------------- | --- | ----------------------------- | ---------------------------------------------------------------------------------------- |
|                                                                                       |                               | |                               |                                                                                          |
|                                                                                       | Тэтчер Демко — 00:00-58:35    | Вратари | 00:00-60:00 — Игорь Шестёркин | Судьи: Маркус Виннерборг Тобиас Верли Линейные судьи: Мирослав Лотски Андреас Мальмквист |
|                                                                                       | Голы:                         | |                               | Судьи: Маркус Виннерборг Тобиас Верли Линейные судьи: Мирослав Лотски Андреас Мальмквист |
| Тони Деанжело (бол.) — 32:43 (У. Батчер, Дж. Айкел) Зак Веренски — 48:56 (О. Мэттьюс) | 0 : 1 0 : 2 1 : 2 1 : 3 2 : 3 | 02:31 — Иван Барбашёв (бол.) (В. Лещенко, П. Бучневич) 15:25 — Александр Шаров (А. Дергачёв, М. Мамин) 41:27 — Сергей Толчинский (бол.) (З. Пайгин, Н. Голдобин) |                               | Судьи: Маркус Виннерборг Тобиас Верли Линейные судьи: Мирослав Лотски Андреас Мальмквист |
|                                                                                       |                               | |                               | Судьи: Маркус Виннерборг Тобиас Верли Линейные судьи: Мирослав Лотски Андреас Мальмквист |
|                                                                                       |                               | |                               | Судьи: Маркус Виннерборг Тобиас Верли Линейные судьи: Мирослав Лотски Андреас Мальмквист |
|                                                                                       |                               | |                               | Судьи: Маркус Виннерборг Тобиас Верли Линейные судьи: Мирослав Лотски Андреас Мальмквист |
| 16 мин                                                                                | Штраф                         | 12 мин |                               | Судьи: Маркус Виннерборг Тобиас Верли Линейные судьи: Мирослав Лотски Андреас Мальмквист |
|                                                                                       |                               | |                               |                                                                                          |
|                                                                                       | 41                            | Броски | 25                            |                                                                                          |

| 2 января 2015 15:00 | Швеция | 6 : 3 (0:0, 3:3, 3:0) | Финляндия | Эйр Канада-центр Зрителей: 14 440 |

| Отчёт | Отчёт                                               | Отчёт | Отчёт                                 | Отчёт                                                                       |
| --- | --------------------------------------------------- | --- | ------------------------------------- | --------------------------------------------------------------------------- |
| |                                                     | |                                       |                                                                             |
| | Линус Сёдерстрём — 00:00-60:00                      | Вратари | 00:00-58:08 — Вилле Хуссо 59:56-60:00 | Судьи: Стив Патафи Паскаль Сан-Жак Линейные судьи: Джордан Браун Симон Вуст |
| | Голы:                                               | |                                       | Судьи: Стив Патафи Паскаль Сан-Жак Линейные судьи: Джордан Браун Симон Вуст |
| Густав Форслинг (бол.) — 24:03 (В. Нюландер, А. Кемпе) Лукас Валльмарк — 24:50 (С. Ахо, В. Олофссон) Адам Бродецки — 28:11 (Р. Норелль, Г. Форслинг) Адриан Кемпе (бол.) — 41:24 (О. Линдблом, А. Хольмстрём) Оскар Линдблом — 53:52 (В. Нюландер) Лукас Валльмарк (п.в.) — 59:56 (Р. Хег) | 0 : 1 : 1 2 : 1 3 : 1 3 : 2 3 : 3 4 : 3 5 : 3 6 : 3 | 21:44 — Юусу Иконен 29:54 — Микко Рантанен (Ю. Иконен, Р. Хинц) 35:49 — Каспери Капанен (А. Мустонен, Ю. Хонка) |                                       | Судьи: Стив Патафи Паскаль Сан-Жак Линейные судьи: Джордан Браун Симон Вуст |
| |                                                     | |                                       | Судьи: Стив Патафи Паскаль Сан-Жак Линейные судьи: Джордан Браун Симон Вуст |
| |                                                     | |                                       | Судьи: Стив Патафи Паскаль Сан-Жак Линейные судьи: Джордан Браун Симон Вуст |
| |                                                     | |                                       | Судьи: Стив Патафи Паскаль Сан-Жак Линейные судьи: Джордан Браун Симон Вуст |
| 12 мин | Штраф                                               | 12 мин |                                       | Судьи: Стив Патафи Паскаль Сан-Жак Линейные судьи: Джордан Браун Симон Вуст |
| |                                                     | |                                       |                                                                             |
| | 30                                                  | Броски | 33                                    |                                                                             |

| 2 января 2015 17:00 | Чехия | 0 : 3 (0:1, 0:0, 0:2) | Словакия | Белл-центр Зрителей: 7696 |

| Отчёт | Отчёт                                      | Отчёт | Отчёт                     | Отчёт                                                                          |
| ----- | ------------------------------------------ | --- | ------------------------- | ------------------------------------------------------------------------------ |
|       |                                            | |                           |                                                                                |
|       | Мирослав Свобода — 00:00-58:49 59:51-60:00 | Вратари | 00:00-60:00 — Денис Годла | Судьи: Роман Гофман Константин Оленин Линейные судьи: Глеб Лазарев Беван Миллс |
|       | Голы:                                      | |                           | Судьи: Роман Гофман Константин Оленин Линейные судьи: Глеб Лазарев Беван Миллс |
|       | 0 : 1 0 : 2 0 : 3                          | 18:46 — Михал Кабач (П. Койш) 54:18 — Петер Цегларик (Р. Лантоши, М. Росандич) 59:51 — Мартин Ревай (п.в.) |                           | Судьи: Роман Гофман Константин Оленин Линейные судьи: Глеб Лазарев Беван Миллс |
|       |                                            | |                           | Судьи: Роман Гофман Константин Оленин Линейные судьи: Глеб Лазарев Беван Миллс |
|       |                                            | |                           | Судьи: Роман Гофман Константин Оленин Линейные судьи: Глеб Лазарев Беван Миллс |
|       |                                            | |                           | Судьи: Роман Гофман Константин Оленин Линейные судьи: Глеб Лазарев Беван Миллс |
| 4 мин | Штраф                                      | 10 мин |                           | Судьи: Роман Гофман Константин Оленин Линейные судьи: Глеб Лазарев Беван Миллс |
|       |                                            | |                           |                                                                                |
|       | 34                                         | Броски | 36                        |                                                                                |

| 2 января 2015 20:00 | Канада | 8 : 0 (2:0, 3:0, 3:0) | Дания | Эйр Канада-центр Зрителей: 18 448 |

| Отчёт | Отчёт                                           | Отчёт   | Отчёт                                                   | Отчёт                                                                               |
| --- | ----------------------------------------------- | ------- | ------------------------------------------------------- | ----------------------------------------------------------------------------------- |
| |                                                 |         |                                                         |                                                                                     |
| | Закари Фукале — 00:00-60:00                     | Вратари | 00:00-43:46 — Георг Сёренсен 43:46-60:00 — Томас Лиллье | Судьи: Ларс Брюггеманн Линус Элунд Линейные судьи: Николай Пономарёв Джадсон Риттер |
| | Голы:                                           |         |                                                         | Судьи: Ларс Брюггеманн Линус Элунд Линейные судьи: Николай Пономарёв Джадсон Риттер |
| Кёртис Лазар — 10:37 (К. Макдэвид) Сэм Райнхарт — 15:17 (Э. Дюклер) Лоусон Крауз — 27:50 (Ф. Готье) Коннор Макдэвид — 30:21 (Л. Крауз, Дж. Виртанен) Кёртис Лазар — 33:21 (Дж. Хикеттс) Ник Пол — 43:08 (Дж. Виртанен, Н. Петан) Брейден Пойнт — 45:09 (К. Макдэвид, К. Лазар) Николас Ритчи (бол.) — 59:06 (Л. Крауз, Дж. Хикеттс) | 1 : 0 2 : 0 3 : 0 4 : 0 5 : 0 6 : 0 7 : 0 8 : 0 |         |                                                         | Судьи: Ларс Брюггеманн Линус Элунд Линейные судьи: Николай Пономарёв Джадсон Риттер |
| |                                                 |         |                                                         | Судьи: Ларс Брюггеманн Линус Элунд Линейные судьи: Николай Пономарёв Джадсон Риттер |
| |                                                 |         |                                                         | Судьи: Ларс Брюггеманн Линус Элунд Линейные судьи: Николай Пономарёв Джадсон Риттер |
| |                                                 |         |                                                         | Судьи: Ларс Брюггеманн Линус Элунд Линейные судьи: Николай Пономарёв Джадсон Риттер |
| 6 мин | Штраф                                           | 8 мин   |                                                         | Судьи: Ларс Брюггеманн Линус Элунд Линейные судьи: Николай Пономарёв Джадсон Риттер |
| |                                                 |         |                                                         |                                                                                     |
| | 50                                              | Броски  | 14                                                      |                                                                                     |

### Полуфинал
Время местное (UTC-5).
| 4 января 2015 16:00 | Швеция | 1 : 4 (0:0, 0:2, 1:2) | Россия | Эйр Канада-центр Зрителей: 15 400 |

| Отчёт                                           | Отчёт                                                  | Отчёт | Отчёт                         | Отчёт                                                                      |
| ----------------------------------------------- | ------------------------------------------------------ | --- | ----------------------------- | -------------------------------------------------------------------------- |
|                                                 |                                                        | |                               |                                                                            |
|                                                 | Линус Сёдерстрём — 00:00-56:01 57:46-57:58 59:17-60:00 | Вратари | 00:00-60:00 — Игорь Шестёркин | Судьи: Стив Патафи Тобиас Верли Линейные судьи: Беван Миллс Джадсон Риттер |
|                                                 | Голы:                                                  | |                               | Судьи: Стив Патафи Тобиас Верли Линейные судьи: Беван Миллс Джадсон Риттер |
| Лукас Валльмарк — 51:30 (А. Бродецки, А. Кемпе) | 0 : 1 0 : 2 0 : 3 1 : 3 1 : 4                          | 31:18 — Александр Шаров (А. Голышев, А. Дергачёв) 32:50 — Зият Пайгин (бол.) (Р. Валиев, В. Каменев) 41:31 — Александр Шаров (В. Брюквин, М. Мамин) 52:39 — Максим Мамин (И. Фищенко, В. Брюквин) |                               | Судьи: Стив Патафи Тобиас Верли Линейные судьи: Беван Миллс Джадсон Риттер |
|                                                 |                                                        | |                               | Судьи: Стив Патафи Тобиас Верли Линейные судьи: Беван Миллс Джадсон Риттер |
|                                                 |                                                        | |                               | Судьи: Стив Патафи Тобиас Верли Линейные судьи: Беван Миллс Джадсон Риттер |
|                                                 |                                                        | |                               | Судьи: Стив Патафи Тобиас Верли Линейные судьи: Беван Миллс Джадсон Риттер |
| 8 мин                                           | Штраф                                                  | 16 мин |                               | Судьи: Стив Патафи Тобиас Верли Линейные судьи: Беван Миллс Джадсон Риттер |
|                                                 |                                                        | |                               |                                                                            |
|                                                 | 27                                                     | Броски | 31                            |                                                                            |

| 4 января 2015 20:00 | Канада | 5 : 1 (1:0, 2:1, 2:0) | Словакия | Эйр Канада-центр Зрителей: 18 002 |

| Отчёт | Отчёт                               | Отчёт                               | Отчёт                     | Отчёт                                                                                 |
| --- | ----------------------------------- | ----------------------------------- | ------------------------- | ------------------------------------------------------------------------------------- |
| |                                     |                                     |                           |                                                                                       |
| | Закари Фукале — 00:00-60:00         | Вратари                             | 00:00-60:00 — Денис Годла | Судьи: Роман Гофман Константин Оленин Линейные судьи: Глеб Лазарев Андреас Мальмквист |
| | Голы:                               |                                     |                           | Судьи: Роман Гофман Константин Оленин Линейные судьи: Глеб Лазарев Андреас Мальмквист |
| Ник Петан (бол.) — 04:27 (К. Макдэвид, К. Лазар) Ник Петан — 38:06 (К. Лазар, К. Макдэвид) Ши Теодор — 39:32 (Э. Дюклер) Энтони Дюклер — 42:47 (Д. Нерс, С. Райнхарт) Ник Петан (бол.) — 51:59 (К. Лазар, К. Макдэвид) | 1 : 0 2 : 0 3 : 0 3 : 1 4 : 1 5 : 1 | 39:57 — Давид Шольтес (М. Паулович) |                           | Судьи: Роман Гофман Константин Оленин Линейные судьи: Глеб Лазарев Андреас Мальмквист |
| |                                     |                                     |                           | Судьи: Роман Гофман Константин Оленин Линейные судьи: Глеб Лазарев Андреас Мальмквист |
| |                                     |                                     |                           | Судьи: Роман Гофман Константин Оленин Линейные судьи: Глеб Лазарев Андреас Мальмквист |
| |                                     |                                     |                           | Судьи: Роман Гофман Константин Оленин Линейные судьи: Глеб Лазарев Андреас Мальмквист |
| 6 мин | Штраф                               | 12 мин                              |                           | Судьи: Роман Гофман Константин Оленин Линейные судьи: Глеб Лазарев Андреас Мальмквист |
| |                                     |                                     |                           |                                                                                       |
| | 44                                  | Броски                              | 15                        |                                                                                       |

### Матч за 3-е место
Время местное (UTC-5).
| 5 января 2015 16:00 | Швеция | 2 : 4 (2:2, 0:0, 0:2) | Словакия | Эйр Канада-центр Зрителей: 13 625 |

| Отчёт                                                                     | Отчёт                                      | Отчёт | Отчёт                     | Отчёт                                                                            |
| ------------------------------------------------------------------------- | ------------------------------------------ | --- | ------------------------- | -------------------------------------------------------------------------------- |
|                                                                           |                                            | |                           |                                                                                  |
|                                                                           | Линус Сёдерстрём — 00:00-57:32 59:04-60:00 | Вратари | 00:00-60:00 — Денис Годла | Судьи: Роман Гофман Константин Оленин Линейные судьи: Беван Миллс Джадсон Риттер |
|                                                                           | Голы:                                      | |                           | Судьи: Роман Гофман Константин Оленин Линейные судьи: Беван Миллс Джадсон Риттер |
| Вильям Нюландер — 10:22 (А. Хольмстрём, С. Ахо) Йенс Лёке — 16:12 (К. Эн) | 0 : 1 0 : 2 1 : 2 2 : 2 2 : 3 2 : 4        | 02:43 — Давид Шольтес (Р. Лантоши) 03:22 — Мислав Росандич (М. Ревай, П. Скалицки) 42:52 — Павол Скалицки (бол.) (М. Ревай, Э. Чернак) 59:04 — Патрик Койш (п.в.) (М. Ревай) |                           | Судьи: Роман Гофман Константин Оленин Линейные судьи: Беван Миллс Джадсон Риттер |
|                                                                           |                                            | |                           | Судьи: Роман Гофман Константин Оленин Линейные судьи: Беван Миллс Джадсон Риттер |
|                                                                           |                                            | |                           | Судьи: Роман Гофман Константин Оленин Линейные судьи: Беван Миллс Джадсон Риттер |
|                                                                           |                                            | |                           | Судьи: Роман Гофман Константин Оленин Линейные судьи: Беван Миллс Джадсон Риттер |
| 29 мин                                                                    | Штраф                                      | 6 мин |                           | Судьи: Роман Гофман Константин Оленин Линейные судьи: Беван Миллс Джадсон Риттер |
|                                                                           |                                            | |                           |                                                                                  |
|                                                                           | 28                                         | Броски | 28                        |                                                                                  |

### Финал
Время местное (UTC-5).
| 5 января 2015 20:00 | Канада | 5 : 4 (2:1, 3:3, 0:0) | Россия | Эйр Канада-центр Зрителей: 19 014 |

| Отчёт | Отчёт                                                 | Отчёт | Отчёт                                                    | Отчёт                                                                                    |
| --- | ----------------------------------------------------- | --- | -------------------------------------------------------- | ---------------------------------------------------------------------------------------- |
| |                                                       | |                                                          |                                                                                          |
| | Закари Фукале — 00:00-60:00                           | Вратари | 00:00-02:32 — Игорь Шестёркин 02:32-58:30 — Илья Сорокин | Судьи: Маркус Виннерборг Тобиас Верли Линейные судьи: Мирослав Лотски Андреас Мальмквист |
| | Голы:                                                 | |                                                          | Судьи: Маркус Виннерборг Тобиас Верли Линейные судьи: Мирослав Лотски Андреас Мальмквист |
| Энтони Дюклер — 00:23 (М. Доми) Ник Пол — 02:32 (Б. Пойнт, Дж. Виртанен) Коннор Макдэвид — 25:08 (Дж. Моррисси) Макс Доми — 27:22 Сэм Райнхарт — 32:50 (М. Доми) | 1 : 0 2 : 0 2 : 1 3 : 1 4 : 1 5 : 1 5 : 2 5 : 3 5 : 4 | 09:20 — Дмитрий Юдин (А. Голышев, А. Дергачёв) 34:21 — Иван Барбашёв (бол.) (П. Бучневич, Д. Юдин) 34:53 — Сергей Толчинский (Н. Голдобин, Р. Валиев) 37:37 — Николай Голдобин (бол.) (С. Толчинский, В. Каменев) |                                                          | Судьи: Маркус Виннерборг Тобиас Верли Линейные судьи: Мирослав Лотски Андреас Мальмквист |
| |                                                       | |                                                          | Судьи: Маркус Виннерборг Тобиас Верли Линейные судьи: Мирослав Лотски Андреас Мальмквист |
| |                                                       | |                                                          | Судьи: Маркус Виннерборг Тобиас Верли Линейные судьи: Мирослав Лотски Андреас Мальмквист |
| |                                                       | |                                                          | Судьи: Маркус Виннерборг Тобиас Верли Линейные судьи: Мирослав Лотски Андреас Мальмквист |
| 8 мин | Штраф                                                 | 22 мин |                                                          | Судьи: Маркус Виннерборг Тобиас Верли Линейные судьи: Мирослав Лотски Андреас Мальмквист |
| |                                                       | |                                                          |                                                                                          |
| | 21                                                    | Броски | 30                                                       |                                                                                          |

## Рейтинг и статистика

### Итоговое положение команд
| 1   | Канада    |
| 2   | Россия    |
| 3   | Словакия  |
| 4.  | Швеция    |
| 5.  | США       |
| 6.  | Чехия     |
| 7.  | Финляндия |
| 8.  | Дания     |
| 9.  | Швейцария |
| 10. | Германия  |

| Чемпион мира по хоккею с шайбой среди молодёжных команд 2015 |
| Канада 16-й титул                                            |

### Лучшие бомбардиры
| Игрок           | И | Г | П | О  | Штр | +/− |
| --------------- | - | - | - | -- | --- | --- |
| Сэм Райнхарт    | 7 | 5 | 6 | 11 | 6   | +13 |
| Ник Петан       | 7 | 4 | 7 | 11 | 0   | +4  |
| Коннор Макдэвид | 7 | 3 | 8 | 11 | 0   | +8  |
| Макс Доми       | 7 | 5 | 5 | 10 | 4   | +10 |
| Вильям Нюландер | 7 | 3 | 7 | 10 | 0   | −2  |
| Кёртис Лазар    | 7 | 5 | 4 | 9  | 0   | +8  |
| Оскар Линдблум  | 7 | 4 | 5 | 9  | 0   | −1  |
| Мартин Ревай    | 7 | 4 | 5 | 9  | 2   | −1  |
| Адриан Кемпе    | 6 | 4 | 4 | 8  | 2   | 0   |
| Энтони Дюклер   | 7 | 4 | 4 | 8  | 16  | +11 |
| Густав Форслинг | 7 | 3 | 5 | 8  | 0   | 0   |

Примечание: И = Количество проведённых игр; Г = Голы; П = Голевые передачи; О = Очки; Штр = Штрафное время; +/− = Плюс-минус
По данным: IIHF.com

### Лучшие вратари
В списке вратари, сыгравшие не менее 40 % от всего игрового времени их сборной.
| Игрок           | ВП     | Бр  | ПШ | КН   | %ОБ   | И"0" |
| --------------- | ------ | --- | -- | ---- | ----- | ---- |
| Закари Фукале   | 300:00 | 99  | 6  | 1.20 | 93.94 | 2    |
| Игорь Шестёркин | 242:13 | 129 | 8  | 1.98 | 93.80 | 1    |
| Тэтчер Демко    | 241:42 | 112 | 7  | 1.74 | 93.75 | 1    |
| Денис Годла     | 391:35 | 242 | 18 | 2.76 | 92.56 | 1    |
| Вилле Хуссо     | 183:12 | 91  | 7  | 2.29 | 92.31 | 1    |

Примечание: ВП = Время на площадке; Бр = Броски по воротам; ПШ = Пропущено шайб; КН = Коэффициент надёжности; %ОБ = Процент отражённых бросков; И"0" = «Сухие игры»
По данным: IIHF.com

### Индивидуальные награды
Самый ценный игрок (MVP):
- Денис Годла

Лучшие игроки:
- Вратарь:  Денис Годла
- Защитник:  Владислав Гавриков
- Нападающий:  Макс Доми

Сборная всех звёзд:
- Вратарь:  Денис Годла
- Защитники:  Густав Форслинг —  Джош Моррисси
- Нападающие:  Сэм Райнхарт —  Макс Доми —  Коннор Макдэвид